# Rocío de la Torre-Sánchez
Rocío de la Torre-Sánchez (* 19. Oktober 1990) ist eine ehemalige spanische Tennisspielerin.

## Karriere
De la Torre-Sánchez spielt vor allem auf Turnieren des ITF Women’s Circuit, bei denen sie bislang sechs Titel im Einzel und fünf Titel im Doppel gewinnen konnte.
Ihr bislang letztes internationale Turnier spielte de la Torre-Sánchez im September 2017. Sie wird daher nicht mehr in der Weltrangliste geführt.

## Turniersiege

### Einzel
| Nr. | Datum              | Turnier | Kategorie   | Belag     | Finalgegnerin                      | Ergebnis         |
| --- | ------------------ | ------- | ----------- | --------- | ---------------------------------- | ---------------- |
| 1.  | 6. Februar 2011    | Coimbra | ITF $10.000 | Hartplatz | Kim Grajdek                        | 7:5, 4:0 Aufgabe |
| 2.  | 2. Juli 2011       | Melilla | ITF $10.000 | Hartplatz | Malou Ejdesgaard                   | 6:0, 6:1         |
| 3.  | 25. September 2011 | Madrid  | ITF $10.000 | Hartplatz | Julia Mayr                         | 4:6, 6:2, 7:5    |
| 4.  | 30. Juni 2012      | Melilla | ITF $10.000 | Hartplatz | Alexandra Nancarrow                | 6:0, 7:5         |
| 5.  | 8. August 2015     | Segovia | ITF $10.000 | Hartplatz | Clothilde de Bernardi              | 6:4, 3:6, 6:4    |
| 6.  | 10. Juni 2017      | Madrid  | ITF $15.000 | Sand      | Guiomar Maristany Zuleta de Reales | 6:1, 6:1         |

### Doppel
| Nr. | Datum            | Turnier      | Kategorie   | Belag     | Partnerin             | Finalgegnerinnen                     | Ergebnis         |
| --- | ---------------- | ------------ | ----------- | --------- | --------------------- | ------------------------------------ | ---------------- |
| 1.  | 12. Februar 2011 | Vale do Lobo | ITF $10.000 | Hartplatz | Olga Saez Larra       | Ulrikke Eikeri Anna Fitzpatrick      | kampflos         |
| 2.  | 4. Juni 2011     | Madrid       | ITF $10.000 | Sand      | Olga Saez Larra       | Isabella Schinikowa Julija Stamatowa | 6:4, 4:6, [10:8] |
| 3.  | 18. Juni 2011    | Madrid       | ITF $10.000 | Sand      | Olga Saez Larra       | Lisa Sabino Andreea Vaideanu         | 7:62, 6:4        |
| 4.  | 1. Oktober 2011  | Madrid       | ITF $25.000 | Sand      | Georgina García Pérez | Kiki Bertens Elyne Boeykens          | 5:7, 6:4, 6:2    |
| 5.  | 4. August 2012   | Bad Saulgau  | ITF $25.000 | Sand      | Nicole Rottmann       | Anastassija Piwowarowa Laura Thorpe  | 7:5, 6:1         |